# ハーベスター八雲
ハーベスター八雲（ハーベスターやくも、英語: HARVESTER YAKUMO）は、北海道二海郡八雲町にある農場・レストラン。ジェーシー・コムサが運営している。

## 概要
内浦湾（噴火湾）が一望できるロケーションの中、「国産ハーブ鶏発祥の地」としてオリジナルスパイスのフライドチキンや石窯で焼き上げるピザ、周辺の契約農家から届けられる野菜や魚介類などを提供している。冬季の土日祝日はバイキング形式での食事となる。
スモークチキンやチキンカレー、ピザなどの一部商品を函館空港や新函館北斗駅、道の駅なないろ・ななえや道の駅みそぎの郷 きこないなどで販売しているほか、楽天市場、Amazon.co.jp、Yahoo!ショッピングなどでのオンライン販売も行っている。

## 沿革
日本ケンタッキー・フライド・チキンの創業時メンバーであり、3代目社長も務めた大河原毅が、日本国内のケンタッキーフライドチキン店舗で国内産の鶏を提供し続けていくため、1988年（昭和63年）に自ら養鶏に乗り出して作った実験農場がはじまりである。ケンタッキーフライドチキン創業者のカーネル・サンダースがアメリカ合衆国ケンタッキー州に開設した自然のままの農場に憧れ、大河原自身がかつて暮らしていた実家にあった梅渓文庫とエミリー・ブロンテの『嵐が丘』に登場する家をモチーフとして設計した。日本国内初となる養鶏犬を使用したひよこの放し飼いを行うと、ひよこ達がハーブをついばみ始めた。ハーブを食べて育ったニワトリは比較的皮下脂肪や匂いが少なくなるということが分かると、飼料メーカーの協力を仰いて「ハーブ鶏」の商品化に取り組んでいった。そのため、ハーベスター八雲は「国産ハーブ鶏発祥の地」となっている。その後も地元住民と連携した活動を続けており、食の安全・安心や地産地消に向けた取り組みを行っている。また、ハーベスター八雲が行っている景観保護活動は、隣接地に北海道立噴火湾パノラマパークが誕生するきっかけとなった。

## アクセス
- 道央自動車道八雲PAから徒歩約2分
- 北海道旅客鉄道（JR北海道）八雲駅から車で約10分
- 函館から車で約70分
- ニセコから車で約120分

## 参考資料
- “自ら農場、「ハーブ鶏」育む”. NIKKEI STYLE.  日本経済新聞社 (2017年4月14日). 2019年11月20日閲覧。
- 岩崎由美 (2017年11月30日). “ジェーシー・コムサ代表取締役CEO 大河原毅の「本質経営」（後編）”.  商業界. 2019年11月20日閲覧。